# Solitari olomao
El solitari olomao (Myadestes lanaiensis) és un ocell de la família dels túrdids (Turdidae).

## Hàbitat i distribució
Habita els boscos de les muntanyes les illes Hawaii, a Molokai. Antany també habitava Lanai i Oahu.

## Taxonomia
La extinta subespècie d'Oahu ha estat considerada una espècie diferent per alguns autors:
- Myadestes woahensis (Bloxam, A, 1899) - solitari amaui[3]